# Poliquimioterapia
Poliquimioterapia é o uso de várias drogas para tratamento de uma doença. Preferível ao péssimo termo "coquetail" que, aliás, vem do inglês e quer dizer rabo de galo(cocktail). Tem sido utilizado para tratamento de leucemias e linfomas, pois atua diretamente em várias partes do tecido. 